# Проклети Јунајтед
Проклети Јунајтед (енгл. The Damned United) је британска спортска драма из 2009. у режији Тома Хупера снимљена по роману The Damned Utd Дејвида Писа са Мајклом Шином, Тимотијем Спалом, Колмом Минијем и Џимом Бродбентом у главним улогама.

## Улоге
| Глумац           | Улога        |
| ---------------- | ------------ |
| Мајкл Шин        | Брајан Клаф  |
| Тимоти Спал      | Питер Тејлор |
| Колм Мини        | Дон Риви     |
| Џим Бродбент     | Сем Лонгсон  |
| Елизабет Карлинг | Барбара Клаф |
| Хенри Гудман     | Мени Кусинс  |
| Питер Макдоналд  | Џони Џајлс   |
| Стивен Грејам    | Били Бремнер |